# Militante Untersuchung
Unter dem Begriff Militante Untersuchung versteht man Untersuchungen, die nicht nur Wissen produzieren, sondern gleichzeitig zur politischen Bewusstseinsbildung dienen sollen. Der Begriff ist dem italienischen bzw. französischen militante entlehnt, das hier nicht „gewaltsam“, sondern „kämpferisch“ oder „aktivistisch“ bedeutet. Militante Untersuchungen haben immer das Ziel, durch die Forschung in bestehende gesellschaftliche Verhältnisse zu intervenieren und diese zu verändern. Die Methode wurde besonders im Kontext der Arbeiterbewegung sowie der Frauenbewegung genutzt und bezieht sich auf Theorie und politische Praxis des Operaismus.

## Geschichte
Als Vorläufer der Militanten Untersuchung gilt der von Karl Marx 1880 entwickelte Fragebogen für Arbeiter, der bereits neben dem Untersuchungscharakter das Ziel hatte, die Arbeitenden zur Selbstreflexion über ihre Lage anzuregen.
Ende der 1960er Jahre entwickelten verschiedene politische Gruppen in Italien diese Methode weiter als Werkzeug zur Betriebsintervention. In Abgrenzung zu maoistischen und traditionell marxistischen Gruppen, die von der Vermittlung einer bereits existierenden marxistischen Theorie ausgingen und dazu etwa Flugblätter am Werktor verteilten, setzte eine neue Generation politischer Aktivisten auf die immanente Radikalisierung der „Massenarbeiter“. Diese seien von traditionellen Gewerkschafts- und Parteistrukturen nicht erfasst und gerade wegen ihrer Unorganisiertheit radikaler als ihre Facharbeiterkollegen. Um diesen latenten Radikalismus zu wecken, versuchte man die konkreten Missstände in den Fabriken genauer zu erfassen und entwickelte dazu die Fragebögen der Militanten Untersuchung. Diese kamen nicht selten durch eine Kooperation von Arbeitenden und studentischen Gruppen zustande – so etwa im Metallbetrieb „Chicago Bridge“ in Sestri Ponente bei Genua, wo um 1969 Medizinstudierende und Werftarbeiter gemeinsam eine Untersuchung und danach eine Kampagne gegen gesundheitsschädliche Arbeitsbedingungen ins Leben riefen. Ein weiterer Ort, an dem zu dieser Zeit Militante Untersuchungen durchgeführt wurden, waren die Fiat-Werke in Turin. Hier wie auch bei anderen Untersuchungen war die Ausweitung betrieblicher Politik von reinen Lohnforderungen auf die gesamten Lebensverhältnisse der Arbeitenden zentrales Kennzeichen der Militanten Untersuchung.
In den 1970er Jahren wurden laut der Ökonomin Käthe Knittler im Zuge der Zweiten Frauenbewegung ebenfalls Militante Untersuchungen durchgeführt – auch wenn sie so nicht genannt wurden. In Selbsterfahrungsgruppen tauschten sich Frauen über ihre jeweiligen Lebensrealitäten aus und versuchten gemeinsam Formen des Widerstandes gegen patriarchale Strukturen zu finden.

## Merkmale

### Subjekt-Objekt-Verhältnis
Militanten Untersuchungen ist es ein Anliegen, die im positivistischen Wissenschaftsverständnis klassische Teilung von Untersuchungssubjekt und Untersuchungsobjekt aufzuheben. Indem die „Beforschten“ die Untersuchung mitgestalten, sollen sie selber zum widerständigen Subjekt werden. Ihre Emanzipation soll nicht nur proklamiert werden, sondern liegt in der Methode begründet. 

### Parteilichkeit
Militante Untersuchungen sind weniger eine rein sozialwissenschaftliche Forschung mit dem Ziel möglichst großer Objektivität, sondern eine Methode der Politischen Intervention. Daher findet die Forschung stets aus einem bestimmten Blickwinkel, der die aktuellen Verhältnisse kritisch betrachtet, statt. In ihrer erklärten Absicht, den Untersuchungsgegenstand radikal zu verändern, gehen Militante Untersuchungen weit über die Teilnehmende Beobachtung hinaus. 